# NGC 7825
NGC 7825 (другие обозначения — PGC 377, UGC 37, MCG 1-1-28, ZWG 408.28) — спиральная галактика с перемычкой (SBb) в созвездии Рыбы.
Этот объект входит в число перечисленных в оригинальной редакции «Нового общего каталога».